# 최윤성
최윤성은 포항공과대학교 수학과의 명예 교수이다. 그는 2025년에 국가수리과학연구소 소장이 되었다.

## 학력
최윤성은 1976년 경남고등학교를 졸업하였다. 수학을 전공하여 서울대학교에서 학부 과정을 마쳤다. 레오폴도 나크빈(Leopoldo Nachbin)을 지도 교수로 두고 함수해석학을 연구하였으며, 1984년과 1986년에 각각 로체스터 대학교에서 석사 및 박사 학위를 받았다.

## 경력
박사 학위 취득 후, 그는 부산대학교에서 2년간 강의한 뒤 포항공과대학교(POSTECH)로 자리를 옮겨 최소 35년 동안 강의하였다. 교수로서의 역할 외에도 수학과 학과장과 포스텍 수학연구소 소장을 역임하였다.[9] 또한, 2009년부터 매년 ILJU School of Mathematics - Banach Spaces and Related Topics를 조직하고 개최해왔다. 또한, 2009년부터 매년 ILJU School of Mathematics - Banach Spaces and Related Topics를 조직하고 개최해왔다.
최윤성은 《대한수학회》의 편집위원장을 역임했으며, 《Communications of the Korean Mathematical Society》의 편집위원으로 활동하였다.
2025년, 최윤성은 국가수리과학연구소 소장이 되었다.

## 수상 및 영예
- 2023: 교육상을 수상, 대한수학회[16][17]
- 2015: 학술상, 대한수학회[18][19]

## 선택된 출판물
1. Choi, Yun Sung; Kim, Sung Guen (1996년 8월 1일). “Norm or numerical radius attaining multilinear mappings and polynomials”. 《Journal of the London Mathematical Society》 54 (1): 135–147. doi:10.1112/jlms/54.1.135.

## 같이 보기
- 김현민